# Joseph Belmont (architecte)
Pour les articles homonymes, voir Joseph Belmont (homme politique) et Belmont.
Joseph Belmont (7 juillet 1928 à Grenoble - 13 mars 2008 à Paris 15e) est un architecte français.

## Biographie
Né à Grenoble le 7 juillet 1928, Joseph Marie Ferdinand Belmont est le neveu de l’architecte Maxime Belmont et de Ferdinand Belmont.
Après l’École des Roches à Verneuil puis le collège Stella-Matutina à Villard-de-Lans, il s’inscrit aux Beaux-Arts à Paris, dont il sort diplômé comme architecte.
Nommé architecte en chef des palais nationaux (1956) et des résidences présidentielles (1958-1978), il est à compter de 1970 architecte conseil du ministère de l’Équipement, puis directeur de l’Architecture au sein de ce ministère de 1978 à 1981.
Belmont est nommé en 1982 président de l'Établissement public pour l'aménagement de la Défense, et au même moment conservateur du domaine national de Saint-Cloud, fonction qu’il occupera jusqu’en 1992. Il est également inspecteur général de la construction entre 1982 et 1994 et président de section au Conseil général des Ponts et Chaussées (1988-1993).
Officier de la Légion d'honneur, commandeur des Arts et Lettres et de l’Ordre national du Mérite, il devient membre en 1994 du conseil de ce dernier ordre.
Belmont a également présidé l'association des Amis de Jean Prouvé, avec lequel il a collaboré.

## Publications
- L'Architecture, création collective,  éd. ouvrières, Paris, 1970.
- Propositions d’habitat, Dominique Vincent et Cie, Paris, 1972.
- Les Quatre Fondements de l’architecture, Moniteur, Paris, 1987.
- Villes du passé, villes du futur, Moniteur, Paris, 1989.
- De l'architecture à la ville, Moniteur, Paris, 1989.
- Modernes et post-modernes, Moniteur, Paris, 1987.
- Dominique Perrault, Pandora, 1991.
- Lire l'architecture des monuments parisiens : une promenade le long de la Seine, Parigramme, Paris, 2001.

## Réalisations
- Ambassade de France au Japon ;
- Ambassade de France en Russie ;
- Consulat général de France à Düsseldorf ;
- Palais du président de la République gabonaise ;
- Hôpital de l'Université Ain Sham au Caire ;
- École normale nationale d'apprentissage à Nantes ;
- Siège des AGF à Paris ;
- Aménagement de la Côte Aquitaine ;
- Église du Sacré-Cœur de Bonnecousse à Aussillon avec Jean Prouvé en 1959 ;
- Église Sainte-Bernadette à Dijon de 1960 à 1963 ;
- Église de la Très Sainte Trinité de Strasbourg.

## Décorations
- Commandeur de l'ordre des Arts et des Lettres Il est fait commandeur lors de la promotion du 24 novembre 1994[3].
- Commandeur de l'ordre national du Mérite
- Officier de la Légion d'honneur[Quand ?]